# Astrid Sampe
Astrid Sampe (Estocolm, 27 de maig de 1909 - íd. 1 de gener de 2002) va ser una dissenyadora tèxtil sueca, innovadora del disseny del teixit industrial suec. Durant gran part de la seva vida professional va estar vinculada al departament tèxtil dels grans magatzems suecs dels anys 50 i 60 Nordiska Kompaniet, però també va treballar per a altres productors tèxtils.
Sampe va estudiar al Konstfack -o Universitat d'Arts, Artesania i Disseny- d'Estocolm i més tard al Royal College of Art de Londres. L'any 1935 va començar a treballar com a dissenyadora per a Nordiska Kompaniet i al 1937 n'esdevingué cap del departament de disseny tèxtil, càrrec en què treballà fins al 1971. Al llarg d'aquests anys va produir molts dissenys influents en l'elaboració de tapisseries, catifes i roba per a la casa. Des del seu càrrec va voler acostar l'artesania sueca, i les velles tradicions artesanals, a la indústria tèxtil moderna. I connectar molts dissenyadors, arquitectes i artistes d'èxit amb el departament tèxtil de Nordiska Kompaniet. Entre aquestes persones hi ha el dissenyador danès Arne Jacobsen i els dissenyadors suecs Viola Gråsten i Stig Lindberg. Quan el departament tèxtil va tancar, el 1971, Astrid Sampe va establir el seu propi estudi a Estocolm.

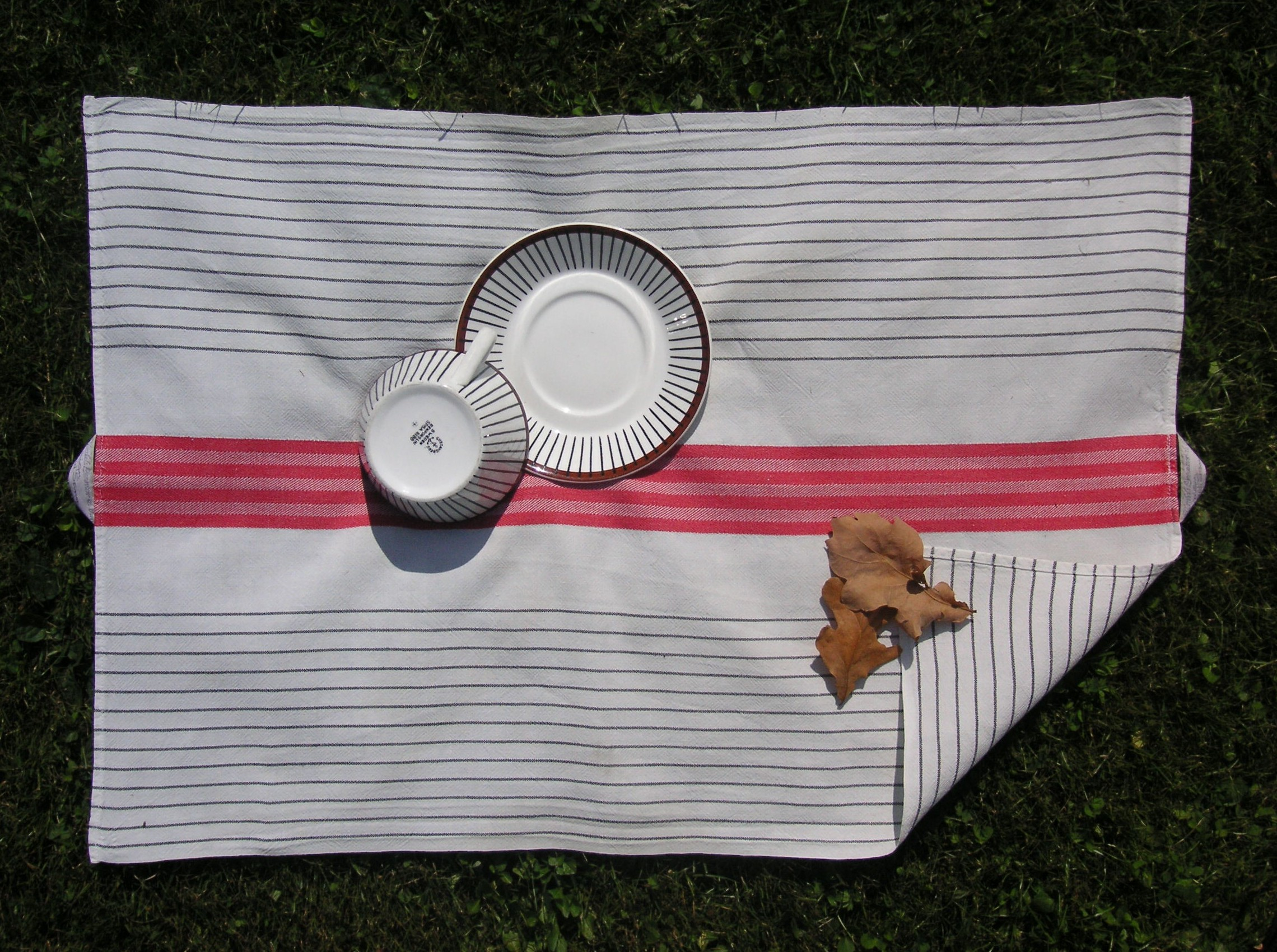
Disseny per a drap de cuina d'Astrid Sampe Kökstrivsel

Va participar amb molt d'èxit a les fires mundials de París 1937 i de Nova York 1939. Per a l'exposició de Nova York va treballar en el disseny del Pavelló Suec, juntament amb l'arquitecte Sven Markelius. Al 1946 va organitzar amb Elias Svedberg l'exposició «Modern Swedish Home» a Londres. El 1949 va ser nomenada dissenyadora reial.

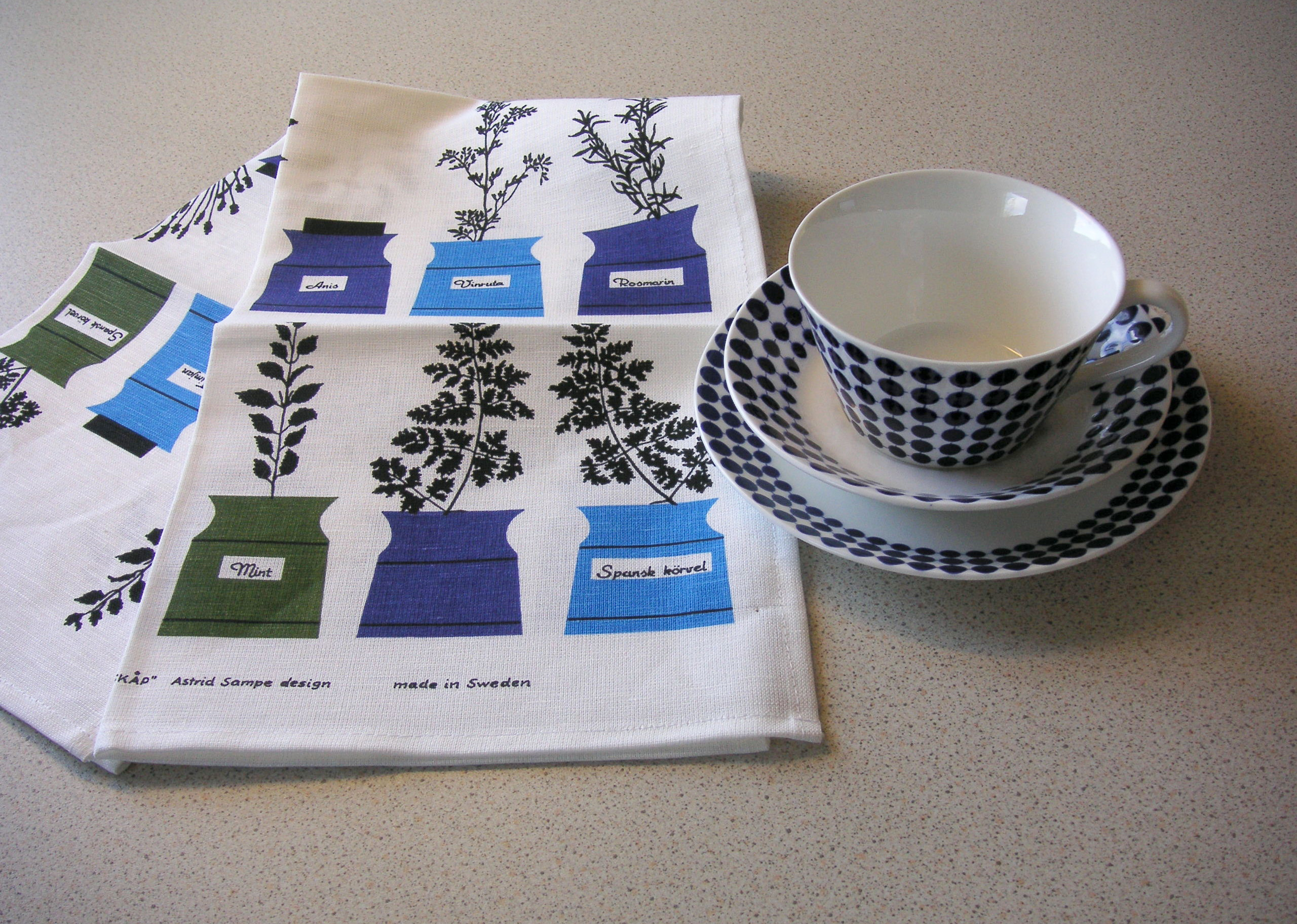
Drap de cuina Persons kryddskåp, d'Astrid Sampe

Astrid Sampe va ser una dissenyadora innovadora, que va crear tèxtils moderns per a la producció industrial, tot conservant i ampliant les tradicions del disseny tèxtil nòrdic. Així, va ser la primera dissenyadora a Suècia a experimentar amb tela de fibra de vidre i a fer servir patrons basats en dades o generats per ordinador. El 1955 va produir diversos dissenys per a llençols domèstics amb estampats geomètrics i motius d'inspiració popular que van assolir un gran èxit. Astrid Sampe va dissenyar productes per a diverses empreses tèxtils sueques, com Kasthall i Almedahls. També va crear per a Knoll International a Nova York i Donald Brothers a Dundee. Alguns dels seus tèxtils encara estan en producció.
Entre els interiors públics dissenyats per Astrid Sampe figuren el Consolat de Suècia a Nova York, l'Òpera Käller, el Grand Hotel, l'Hotel Reisen i la Concert House d'Estocolm, la presó de dones a Hinseberg, l'ambaixada sueca a Tòquio, l'empresa química Astra a Uppsala, la seu del Parlament suec –el Riksdag de Suècia– i la Biblioteca de Dag Hammarskjöld, a l'edifici de l'ONU a Nova York.
El 1948, Astrid Sampe va coescriure el llibre Textiles Illustrated (en suec: Textil bilderbok) amb Vera Diurson. El 1949, va ser escollida membre d'honor dels Royal Designers for Industry de Londres. Va rebre el Gran Premi de la Triennal de Milà de 1954 i una medalla de plata a la Triennal de 1960. El 1956 va rebre el Trofeu Gregor Paulsson i al 1961, l'Orde Reial de Vasa. El 1963 es va convertir en membre de l'Institut Americà de Dissenyadors d'Interiors, AID. Al 1980 va rebre la medalla de SM el Rei.
A la primavera de 1984, Astrid Sampe va ser homenatjada amb una exposició al Museu Nacional d'Estocolm, «Astrid Sampe – tèxtils industrials suecs», que després es podria veure al Museu d'Art de Borås. Algunes de les seves creacions es troben en els grans museus del món.